# 真理课程
《真理課程》是台湾福音书房出版的一套幫助基督信徒系統學習聖經真理的系列課程，作者是李常受。这套课程按照由淺入深的顺序，共分四級，每級又分为四卷： 
1. 介绍“舊約的綱領”和“新約的綱領”，以及救恩的初期階段。
2. 介紹神与人所立的8種約、4個時代、“舊約首批歷史人物”，；以及救恩的長進階段。
3. 介绍聖經中的预表，例如“光、生命树与善恶知识树”；并继续介绍救恩的長進階段。
4. 介绍圣经中的预言，继续介绍救恩的長進階段，以及救恩的完成階段。